# Synket
El synket es un sintetizador, por tanto, un instrumento musical electrónico. El synket fue el primer sintetizador portátil (apareció una década antes que el minimoog). También fue el primer sintetizador utilizado en directo. El acto tuvo lugar en abril de 1965 en la American Academy de Roma. El compositor John Eaton interpretó su obra Songs For RPB, compuesta para soprano, synket y piano.
El synket fue diseñado por Paolo Ketoff, inventor (en este caso luthier) italiano de ascendencia rusa.
- Datos: Q6136833